# Vlag van Hoboken
De vlag van Hoboken werd op 10 mei 2012 bij ministerieel besluit vastgesteld als de districtelijke vlag van de Antwerpse district Hoboken.
Officieel wordt de vlag beschreven als:
Twee even lange banen van rood en van wit.
De kleuren van de vlag zijn afkomstig op het gemeentewapen.

## Eerdere vlag
De vlag van de voormalige gemeente Ekeren is twee even lange banen van rood en van wit. De vlag is gelijk aan de huidige vlag van het district. De kleuren van de vlag zijn afkomstig op het gemeentewapen.
In 1983 is Hoboken opgegaan in de gemeente Antwerpen. De vlag is daardoor als gemeentevlag komen te vervallen.